# Séraphin Poudrier
 (avril 2025).
Motif : Où est la notoriété de cet article ?
- Archive Wikiwix
- Bing
- Cairn
- DuckDuckGo
- E. Universalis
- Gallica
- Google
- G. Books
- G. News
- G. Scholar
- Persée
- Qwant
- (zh) Baidu
- (ru) Yandex
- (wd) trouver des œuvres sur Wikidata

| 1. | Préciser le motif de la pose du bandeau. | Précisez le motif de la pose du bandeau en utilisant la syntaxe suivante : {{admissibilité à vérifier\|date=avril 2025\|motif=remplacez ce texte par le motif}}                        |
| 2. | Informer les utilisateurs concernés.     | Pensez à avertir le créateur de l'article, par exemple, en insérant le code ci-dessous sur sa page de discussion : {{subst:avertissement admissibilité à vérifier\|Séraphin Poudrier}} |

Séraphin Poudrier est un personnage fictif créé en 1933 par l'écrivain, journaliste et pamphlétaire québécois Claude-Henri Grignon (1894-1976).

## Historique
Le personnage fut popularisé d'abord par le roman Un homme et son péché, publié en 1933. Claude-Henri Grignon adapta ensuite son œuvre, à la radio, au théâtre, au cinéma (pour la 1re fois en 1949), en bande dessinée et à la télévision dans le feuilleton culte Les Belles Histoires des pays d'en haut. En novembre 2002, le cinéaste Charles Binamé adapte l'histoire au grand écran sous le titre Séraphin : Un homme et son péché. Janvier 2016 marque le retour de Séraphin au petit écran après 45 ans d'absence. Cette nouvelle adaptation intitulée Les Pays d'en haut, scénarisée par Gilles Desjardins et réalisée par Sylvain Achambault, est décrite comme un « western québécois » et présentera un côté plus réaliste de la vie à cette époque dans la région des Laurentides qui était alors reculée.
L'image du personnage varie selon les adaptations. Les radio-romans et les films le dépeignaient comme très rude, alors que les séries télévisées en noir et blanc ainsi que celles en couleur laissaient entrevoir ses bons côtés.
L'interprète le plus populaire[réf. nécessaire] de Séraphin Poudrier fut Jean-Pierre Masson, qui vit d'ailleurs sa carrière de comédien ruinée par ce succès (le rôle lui ayant collé à la peau toute sa vie, tant à l'écran qu'à la ville). Le tout premier Séraphin Poudrier fut Hector Charland, et c'est Pierre Lebeau qui reprend le rôle en 2002. L'adaptation de 2016 présente plutôt un Séraphin dans la trentaine et est interprété par Vincent Leclerc.

## Analyse
Fils cadet d'Évangéliste Poudrier, Séraphin a succédé son père, qui était maire de son village, et aussi comme agent des terres. Séraphin est aussi le préfet du conseil de comté de Terrebonne, un prêteur sur gage intransigeant et surtout un avare aveuglé par la cupidité. Il faut imaginer le père Félix Grandet, mais projeter sa rouerie paysanne dans le contexte agro-forestier des petits villages de la colonisation canadienne de la fin du XIXe siècle. Travaillant, voire un bourreau du travail, Séraphin travaille 20 heures par jour et bien qu'il soit très occupé à cause de ses travaux pour la municipalité, il trouve notamment le temps de cultiver sa terre, couper du bois pour vendre des cordes aux habitants du village en hiver et il construit des cercueils (il est donc le croque-mort du village). Maire de la modeste municipalité de Sainte-Adèle, il fricote dans la spéculation foncière, le trafic d'influence, mais surtout l'usure. Il tient un peu tout le monde à la gorge et notamment, Ovide Ruisselet, tenancier de l'auberge du village, qui sera pour toujours son « rapporteur officiel ».
Après l'avarice, Poudrier découvre ses pulsions sensuelles et s'éprend de la fille du Père Laloge, Donalda, qu'il troque littéralement (mais en douce) pour une liquidation (toute transitoire) des dettes du tenancier du magasin général. Donalda renonce à sa passion torride pour Alexis Labranche, un draveur intrépide, et se met en ménage avec le ladre odieux qui n'autorise même pas le beurre sur les galettes de sarrasin. Dans la suite de l'histoire, on accompagne Donalda Laloge dans une lente descente aux enfers qui finira mal pour tout le monde, y compris pour Séraphin Poudrier.

## Création et motivation
À sa création, le personnage de Séraphin Poudrier est une illustration du concept de péché à la population Québécoise, qui à l’époque était majoritairement Catholique pratiquante. Claude Henri Grignon dépeint un personnage plus vrai que nature à travers ses différents péchés. Séraphin Poudrier n'est pas un avare, il est la définition parfaite de l'avarice. Il s’agit d’un personnage qui a marqué l’imaginaire québécois à travers les époques. Depuis, « être un Séraphin » est une expression populaire utilisée au Québec pour définir une personne avare. Il n’y a pas seulement l’avarisme qui est présenté dans la personnalité de Séraphin.  Nous retrouvons également la luxure qui, dépeinte par plusieurs référents historiques provenant autant du livre que du film, nous laissent entrevoir cet autre péché qui anime le personnage.  Le choix de l'article indéfini « et » dans le titre : Un homme et son péché est important. L’auteur n’utilise pas « l’homme » ou « Séraphin Poudrier ». De cette façon, Claude Henri Grignon ne fait qu’un entre Séraphin et son dit péché. Ce personnage est marginal sur le plan économique, sexuel, social et religieux. Par sa marginalité il échappe à l'idéologie paysanne catholique du XIXe siècle, basée sur des idées d’altruisme, de bonté, de charité, de générosité et de partage, mais c'est précisément pour cette raison que l'idéologie se doit de bien le détacher du « bon modèle » de l’époque, en montrant qu'il est l'exception qui confirme la règle. Pour Séraphin, l’argent représente le pouvoir et c’est avec ce pouvoir qu’il réussit à acheter la main de Donalda à son père François Xavier, qui était endetté envers Séraphin. Le film le plus récent, Un homme et son péché (2002), contient une scène dans laquelle on peut voir Séraphin observer une amie de Donalda qui est venue prendre soins d’elle au cours de sa maladie, en train de se dévêtir. Il s’agit à ce moment de l’histoire d’un geste montrant à quel point Séraphin est un personnage centré seulement sur lui-même et son plaisir personnel, constituant une transgression des normes et de la morale catholique de l'époque. Étant aussi maire de Saint-Adèle, agent des terres ainsi que ministre, il était donc facile pour lui d’obtenir des informations privilégiées qu’ils utilisaient aux dépens des habitants des Laurentides, ignorants de ses manigances.Il pouvait ainsi mettre la main sur des terres à faible prix pour les revendre à des prix exorbitants, prêter de l’argent à ses concitoyens à des taux irréalistes, les menant plus souvent qu’autrement à la faillite.

## Anecdotes
Séraphin Poudrier est une sorte de personnage archétypique du Québec ancien. Il y a même eu, dans la municipalité de Sainte-Adèle, un Village de Séraphin qui reproduisait le folklore entourant le drame imaginaire de ce terroir. Toutefois, ce village est maintenant fermé depuis quelques années. L'onomastisme nominal séraphin en québécois est le synonyme approximatif de harpagon, et comme adjectif, l'équivalent populaire de radin. « Viande à chien ! » était le juron familier du vieil avare. On le pousse encore humoristiquement au Québec pour signifier que quelque chose coûte trop cher.